# Platostoma montanum
Platostoma montanum là một loài thực vật có hoa trong họ Hoa môi. Loài này được Robyns miêu tả khoa học đầu tiên năm 1943 dưới danh pháp Octomeron montanum. Năm 1997 A. J. Paton chuyển nó sang chi Platostoma.
Loài này là bản địa khu vực từ miền đông Cộng hòa Dân chủ Congo tới tây nam Tanzania. 